# كأس شمال إفريقيا للأندية البطلة
كأس شمال إفريقيا للأندية البطلة هي منافسة سنوية لكرة القدم انطلقت عام 2008 ينظمها اتحاد شمال أفريقيا لكرة القدم ، و هي ثاني منافسة من حيث الأهمية بعد كأس شمال أفريقيا للأندية الفائزة بالكؤوس. وتتنافس فيها الأندية البطلة في كل من تونس والجزائر وليبيا ومصر والمغرب.
ويمكن اعتبار هذه الكأس كمواصلة لكأس المغرب العربي الذي كان مقتصرا على الأندية البطلة في كل من تونس والجزائر وليبيا والمغرب.

## قائمة الفائزين
| عام البطولة | البطل           | الوصيف            | النتيجة               | المكان                        |
| ----------- | --------------- | ----------------- | --------------------- | ----------------------------- |
| 2008        | النادي الإفريقي | نادي الجيش الملكي | 0-0 و 0-0 (ترجيح 4-3) | تونس العاصمة وفاس             |
| 2009        | وفاق سطيف       | الترجى التونسي    | 1-1 و 1-1 (ترجيح 6-5) | سطيف وتونس العاصمة            |
| 2010        | النادي الإفريقي | مولودية الجزائر   | 0-2 و 1-1             | تونس العاصمة والجزائر العاصمة |

## ترتيب الفرق حسب اللقب
| الترتيب | الفريق            | البطل | الوصيف |
| ------- | ----------------- | ----- | ------ |
| 1       | النادي الإفريقي   | 2     | 0      |
| 2       | وفاق سطيف         | 1     | 0      |
| 3       | الترجى التونسي    | 0     | 1      |
| -       | نادي الجيش الملكي | 0     | 1      |
| -       | مولودية الجزائر   | 0     | 1      |
| -       | النادي الإسماعيلي | 0     | 1      |

## ترتيب الدول حسب اللقب
| الترتيب | الدولة  | البطل | الوصيف |
| ------- | ------- | ----- | ------ |
| 1       | تونس    | 2     | 2      |
| 2       | الجزائر | 1     | 1      |
| 3       | المغرب  | 0     | 1      |
| 4       | مصر     | 0     | 1      |